# 双面人
雙面人（英語：Two-Face）是一位出現在DC漫畫中的超級反派，蝙蝠俠的敵人。人物首次登場於《偵探漫畫》#66（1942年8月），由鮑勃·凱恩與比爾·芬格創作。在IGN的所有時刻100強漫畫書惡棍中，雙面人名列第12位。

## 人物
雙面人首次登場於《偵探漫畫》#66時本名為哈維·「阿波羅」·肯特（Harvey 「Apollo」 Kent），後來在故事中他的名字改為哈維·丹特（Harvey Dent），這是為了避免與克拉克·肯特產生關聯。原為高譚市的檢察官，因為被黑幫老大薩爾·馬洛尼潑硫酸而導致半邊臉面毀容（《黑暗騎士》中改為被小丑燒傷），後來性格失常而成為了一個罪犯。左半邊臉孔有嚴重面部傷害，經常身穿左右兩邊花色不相同的西裝（通常有一邊是正常的西裝），無論要做什麼事之前都會先擲硬幣決定。雙面人的硬幣兩面都是相同的人頭，但其中一面刻了許多刮痕，分別代表善與惡。雙面人是一個以「噱頭手法」為主的罪犯角色，常以計謀來造成混亂。

## 其他媒體

### 電視劇
- 《蝙蝠俠》：配音員為理查德·莫爾。
- 《蝙蝠俠新冒險》：配音員仍為理查德·莫爾。
- 《未來蝙蝠俠》：片段提及，人物並未登場。
- 《正義聯盟》：客串登場。
- 《蝙蝠俠智勇悍將》：大多數的登場的配音員為詹姆斯·雷姆爾，只有在「Chill of the Night!」一集中再次由理查德·莫爾配音。
- 《少年正義聯盟》：配音員為凱文·麥可·理查森。
- 《當心蝙蝠俠》：配音員為克里斯托弗·麥克唐納。
- 《萬惡高譚市》：由尼古拉斯·達格斯托飾演尚未成為雙面人的哈維‧丹特。

### 電影
- 《蝙蝠俠》：由比利·迪·威廉斯飾演毀容前的雙面人。
- 《永遠的蝙蝠俠》：由湯米·李·瓊斯飾演雙面人（毀容後）。原本是想讓比利·迪·威廉斯繼續飾演雙面人，但導演喬·舒馬赫決定將這角色改由湯米·李·瓊斯來演。

電影《黑暗騎士》中的雙面人，由亞倫·艾克哈特飾演

- 《黑暗騎士》：由亞倫·艾克哈特飾演雙面人。高譚市新任檢察官，正義感比任何人都要強，爲了打垮黑道世界不惜一切代價。人稱「白色騎士」和「雙面人」。後來被小丑燒傷左臉且還被扭曲了性格，成為名副其實的反派「雙面人」。
- 《蝙蝠俠：元年》：動畫電影。配音員為羅賓·阿特金·唐斯。
- 《蝙蝠俠：黑暗騎士歸來 下集》：動畫電影。配音員為韋德·威廉姆斯[5]。
- 《黑暗騎士：黎明昇起》：人物並未登場。丹特過世後的八年，城市成立「丹特法案」（不執行審判直接羁押罪犯）通過後，高譚市警局已經近乎根除了暴力及組織犯罪。而蝙蝠俠也因為背負殺害哈維·丹特的罪名從街頭消失了八年。最後丹特法案解除，使蝙蝠俠成為了高譚市的真英雄。
- 《樂高蝙蝠俠電影：超級英雄集結》：片中因雷克斯·路瑟和小丑逃出監獄的緣故，雙面人便此和其他罪犯一起逃出。而在駕駛的車輛即將撞上障礙物時雙面人拋硬幣決定迴避方向，但硬幣卻被蝙蝠俠拿走，使得他和其他人一起乘坐的車被障礙物劈成兩半，最後仍被捕回獄中。
- 《蝙蝠俠之子》：動畫電影。客串登場。他在阿卡漢瘋人院中翻轉著硬幣。
- 《樂高蝙蝠俠電影》：配音員為比利·迪·威廉斯。
- 《小丑：雙重瘋狂》：由哈里·勞提飾演沒有毀容的雙面人。

### 電子遊戲
- 《蝙蝠俠：動畫系列》：已毀容前的版本出現，作為毒藤女的人質。
- 《蝙蝠俠與羅賓的冒險》：在遊戲中作為一個BOSS登場。
- 《蝙蝠俠智勇悍將》：配音員再次由詹姆斯·雷姆爾擔任。
- 《DC 超級英雄 Online》：配音員為艾德溫·尼爾。
- 《蝙蝠俠：阿卡漢瘋人院》：在遊戲中曾兩次露面。首先是在與小丑在一個房間嘲弄蝙蝠俠的一個過場動畫。第二個是在蝙蝠俠於準備離開時從警車通訊獲悉中央銀行受雙面人的襲擊，隨即乘坐蝙蝠機離開瘋人院返回市區。此外在遊戲中的警衛室和某些地方亦有他的海報。
- 《蝙蝠俠：阿卡漢城市》：配音員為特洛伊·貝克。
- 《蝙蝠俠：阿卡漢城市禁閉》：遊戲前半短暫登場，遭蝙蝠俠逮捕。
- 《樂高蝙蝠俠2：DC超级英雄》：配音員再次由特洛伊·貝克擔任。作為一個以BOSS戰和需解鎖的角色。
- 《超級英雄：武力對決》：在阿卡漢瘋人院短暫出現。
- 《蝙蝠俠：阿卡漢騎士》：配音員再次由特洛伊·貝克擔任。
- 《蝙蝠俠：秘密系譜》：由Travis Willingham配音，初登場時是以正在參加高譚市長選舉的檢察官哈維·丹特之姿出現，並獲得布魯斯·韋恩的支持，後來可透過遊戲中的選擇決定他是否會遭到毀容變成雙面人。

## 外部連結
- 互联网电影数据库上双面人的资料
- Two-Face（页面存档备份，存于） at the DC Database Project

Template:蝙蝠俠登場角色